# Hostages (computerspel)
Hostages (ook wel Operation Jupiter) is een computerspel dat werd ontwikkeld en uitgeven door Infogrames. Het spel kwam in 1988 uit voor de Commodore Amiga en de Atari ST. Later volgde andere platforms. Een groep terroristen houden medewerkers van een ambassade gegijzeld. Het doel van het spel is om missies uit te voeren waarbij gijzelaars moeten worden bevrijd. De speler bestuurt zes militanten die de terroristen moeten uitschakelen. De groep moet gesplitst worden. Zo moet een deel het gebouw onder schot houden en een ander deel naar binnen dringen om de terroristen uit te schakelen. Het spel kan met het toetsenbord, muis of joystick bestuurd worden.
In 1992 kwam het vervolg van het spel uit genaamd Alcatraz voor de platforms Amiga, Atari ST en DOS.

## Platforms
| Jaar | Platform                                                                     |
| ---- | ---------------------------------------------------------------------------- |
| 1988 | Amiga, Atari ST                                                              |
| 1989 | Commodore 64, DOS, Macintosh, NES                                            |
| 1990 | Acorn 32-bit, Amstrad CPC, Apple IIgs, BBC Micro, Electron, MSX, ZX Spectrum |

## Ontvangst
| Beoordeeld door                | Platform     | Datum          | Score |
| ------------------------------ | ------------ | -------------- | ----- |
| ST Format                      | Atari ST     | maart 1993     | 90%   |
| The Games Machine (GB)         | Commodore 64 | oktober 1989   | 74%   |
| Zzap!                          | Amiga        | september 1989 | 74%   |
| Your Sinclair                  | ZX Spectrum  | oktober 1990   | 73%   |
| Power Play                     | Atari ST     | november 1988  | 70%   |
| Power Play                     | Commodore 64 | 1989           | 70%   |
| All Game Guide                 | Commodore 64 | 1998           | 70%   |
| Power Play                     | Amiga        | 1989           | 70%   |
| 1UP!                           | NES          | 16 juli 2012   | 68%   |
| Computer and Video Games (CVG) | NES          | maart 1991     | 58%   |